# Clun Castle

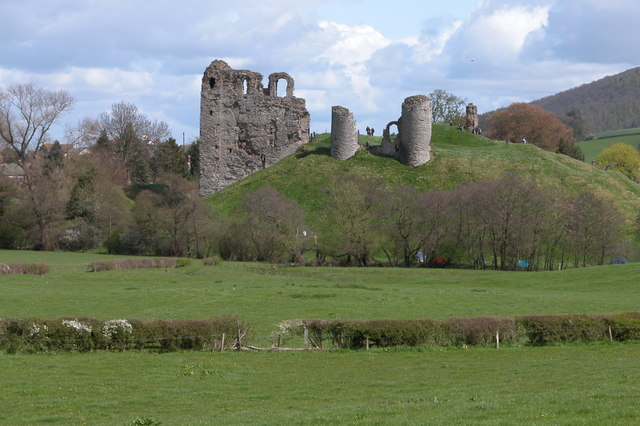
Clun Castle

Clun Castle ist eine Burgruine im Dorf Clun in der englischen Grafschaft Shropshire. Die Burg ließ der normannische Adlige Robert de Say nach der normannischen Eroberung Englands bauen. Im 12. Jahrhundert wurde Clun Castle eine wichtige Marcher-Lord-Burg mit ausgedehntem Castle-Guard-System. Die Burg gehörte viele Jahre lang der Familie FitzAlan und spielte eine Schlüsselrolle beim Schutz der Region von walisischen Angriffen, bis sie schließlich zu Gunsten des luxuriöser ausgestatteten Arundel Castle aufgegeben wurde. Die FitzAlans widmeten Clun Castle im 14. Jahrhundert zu einem Jagdschloss um, komplett mit Lustgärten, aber im 16. Jahrhundert lag die Burg größtenteils in Ruinen. 1646, nach dem englischen Bürgerkrieg, wurde die Burg geschleift und blieb bis zu ihrer Renovierung in den 1890er-Jahren in bedauernswertem Zustand.
Heute ist die Burgruine von English Heritage als historisches Gebäude I. Grades gelistet und gilt als Scheduled Monument. Sie gehört dem Duke of Norfolk, der auch den Titel eines Barons Clun führt und wird von English Heritage verwaltet.

## Architektur

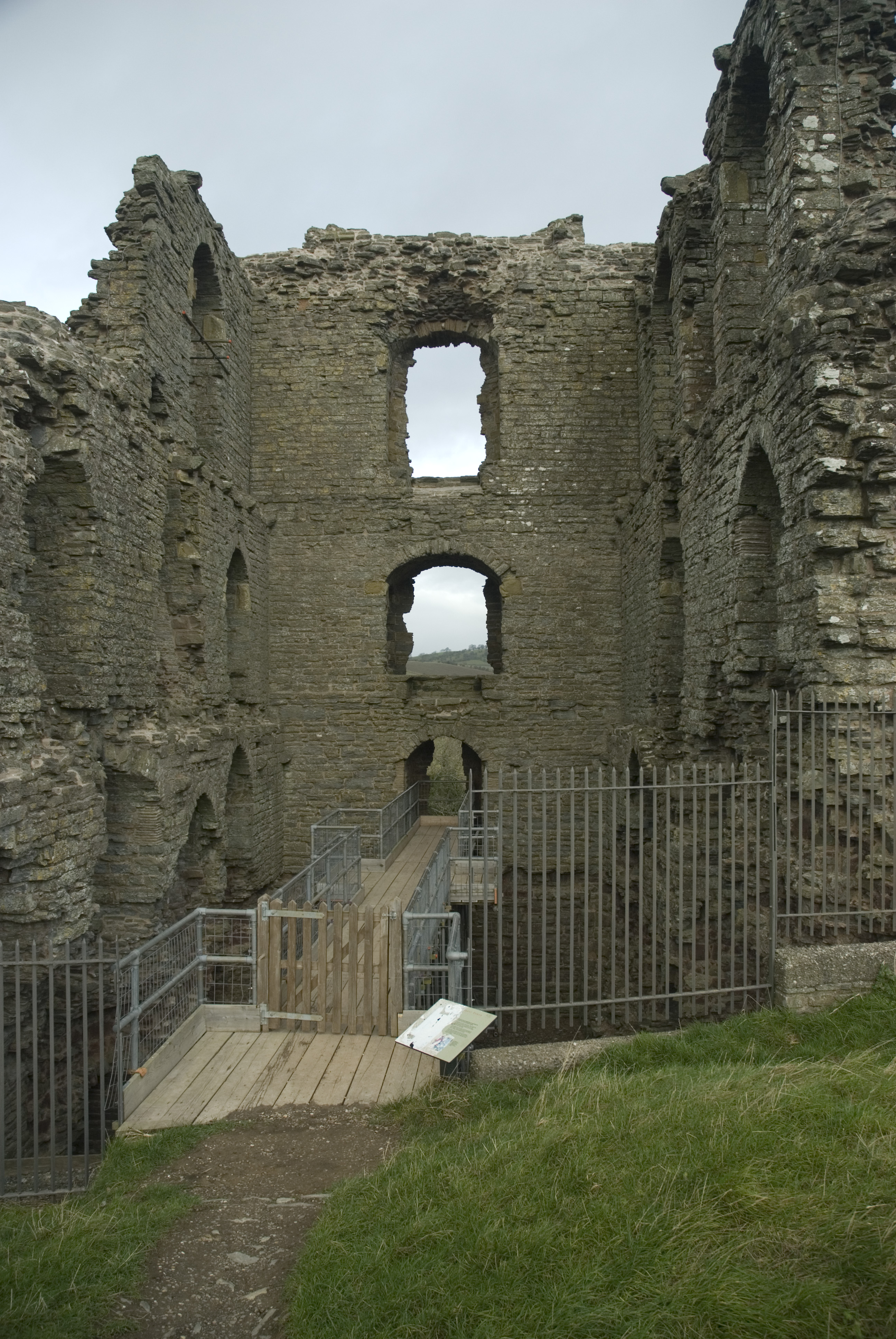
Die Ruine des Donjons von Clun Castle, ursprünglich erbaut als Wohnung für die Familie FitzAlan

Clun Castle liegt in einer Flussbiegung des River Clun über dem gleichnamigen Dorf und seiner Kirche (auf der anderen Flussseite). Der Fluss bietet natürlichen Schutz von Norden und Westen, während der große Donjon der Burg auf einem großen Mound steht. Die meisten Geschichtswissenschaftler sind der Meinung, dass dieser Mound ursprünglich ein natürlicher Felsen war, der dann in seine heutige Form zurechtgeformt wurde. Andere wiederum sagen, er sei größtenteils künstlich. Drei ähnliche, aber kleinere Mounds um den Hauptmound bilden die grundsätzliche Struktur für die Verteidigungsanlagen der Burg.
Die Überreste des großen, 24 Meter hohen, vierstöckigen, rechteckigen Donjons stehen heute noch auf der Nordseite des Mounds. Zum großen Teil ist dies ein typischer Donjon aus der späten Normannenzeit mit einer Grundfläche von 21 × 13 Meter, ähnlich denen in benachbarten Burgen wie Alberbury Castle, Bridgnorth Castle oder Hopton Castle mit Pilastern, Strebewerken und normannischen Rundbogenfenstern. Unüblich ist, dass der Donjon nicht mittig auf dem Mound steht; vermutlich führte man dies so aus, um den Fundamenten mehr Halt zu geben und übermäßigen Druck auf dem Mound zu vermeiden – eine ähnliche Konstruktion findet sich auf Guildford Castle. Das Erdgeschoss des Donjons diente als Lagerraum, die oberen drei Stockwerke als Wohnung für die Familie des Eigners. Jedes Stockwerk hatte seinen eigenen, großen offenen Kamin und fünf Fenster. Der große Donjon erscheint mächtig, war aber als Kompromiss zwischen Sicherheit und Komfort erbaut worden – das Gebäude hat relativ wenige Schießscharten – viele der von außen sichtbaren Schießscharten sind unecht und das Bauwerk als Ganzes konnte relativ einfach unterminiert werden.
Am höchsten Punkt des Hauptmounds sind die Überreste einer Mauer von etwas, das wie ein früherer, kleiner, rechteckiger Donjon aussieht, vermutlich aus dem 11. oder 12. Jahrhundert, zu sehen. Die Überreste einer Brücke, die den Hauptmound mit dem südwestlichen Mound verband, kann man südlich davon erkennen; über diese Brücke führte vermutlich die Hauptroute in die Stadt. Südlich der Brücke befand sich das Torhaus, während die Fundamente eines großen runden Turmes südwestlich davon liegen. Entlang der Westfront befinden sich die Überreste zweier solider Tourellen, die möglicherweise ein Nachbau derer von Château Gaillard waren. Eine Reihe von Wohngebäuden stand einst im Burghof, z. B. ein Meierhof, ein Stall und ein Backhaus. Die Erdwerke zweier weiterer Burghofmauern kann man an der Ostseite der Burg sehen.
Das Clun Castle umgebende Gelände wurde in der Vergangenheit umfangreich gestaltet, und einen Lustgarten kann man heute noch im Feld unterhalb des River Clun im Westen ausmachen. Nordöstlich davon liegen die Überreste eines Fischweihers, der mit einem Schütz mit dem Fluss verbunden ist.

## Geschichte

### 11. und 12. Jahrhundert

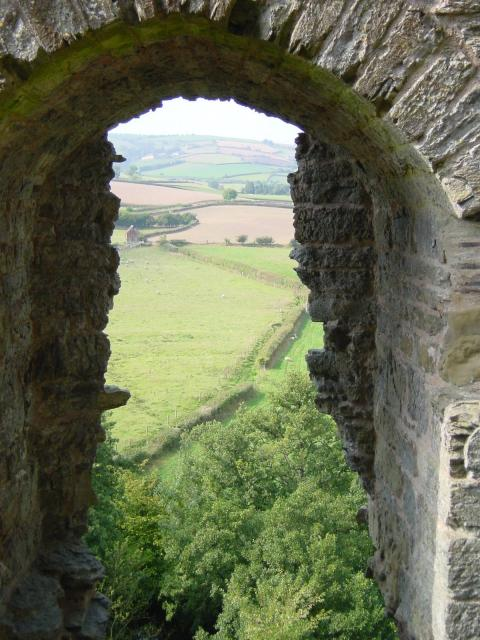
Blick nach Westen vom Clun Castle aus über den River Clun Richtung Wales.

Vor der normannischen Invasion gehörte die Grundherrschaft von Clun Eadric dem Wilden. Die Gegend um Clun war im Frühmittelalter rau, dünn besiedelt und mit ausgedehnten Wäldern bedeckt. Clun Castle ließ ursprünglich Robert de Say bauen, der auch Picot genannt wurde und ein früher normannischer Baron war, der das Gelände von Eadric eroberte. Robert de Say ließ eine ansehnliche Motte mit Kern- und Vorburg errichten. De Say hatte Burg und Distrikt vom Earl of Shrewsbury bis 1102 zu Lehen. Nach der Rebellion von Shrewsbury im selben Jahr hatten De Say und seine Nachfahren die Burg direkt von der Krone zu Lehen.
Picots Tochter heiratete einen lokalen walisischen Adligen, Cadwgan ap Bleddyn. 1109 wurde Ap Bleddyn aus Powys verdrängt und lebte möglicherweise in dieser Zeit auf Clun Castle. Das Paar hatte einen Sohn, Henry de Say, der die Burg 1098 erbte; dessen Sohn, Helias de Say, kontrollierte die Burg bis zu seinem Tod 1165. Unter Helias de Say wurde die Baronie Say aufgeteilt, wobei Helias’ Tochter Isabella de Say, ausgedehnte Ländereien um Clun Castle erhielt, wogegen die östlich gelegenen Ländereien ihres Vaters, einschließlich des künftigen Stokesay Castles, an ihren Bruder Theoderic de Say vergeben wurden.
Etwa um dieselbe Zeit etablierte König Heinrich I. ein neues Castle-Guard-System auf Clun Castle, möglicherweise als Reaktion auf die fortgesetzten walisischen Angriffe in den Jahrzehnten nach der Rebellion von Gruffydd ap Cynan 1094. Unter dem Castle-Guard-System beschützten Ritter einer Gruppe von Lehensleuten östlich von Clun Castle, weg von der walisischen Grenze und vielfach verbunden durch die alte Römerstraße entlang des Clun River, die Burg. Jeder Ritter musste 40 Tage Militärdienst im Jahr leisten, wurde aber vermutlich eher im Krisenfall zum Dienst gerufen als dass er einen kontinuierlichen Dienst hätte leisten müssen. Die Ritter wurden, wenn nötig, von zusätzlichen Berittenen oder Fußsergeanten unterstützt. König Heinrich II. legte weiterhin Wert auf Clun Castle als regionales Zentrum der Grenzverteidigung und investierte in den Jahren 1160–1164 erheblich in die Burg. Die Burg konnte auch auf feudale Dienste aus Wales zurückgreifen, da 25 walisische Siedlungen ihr zur Ableistung militärischer Dienste verpflichtet waren.
Die Gegend um die Burg wurde jetzt zur Marcher-Baronie erklärt, die im 13. Jahrhundert Honour of Clun genannt wurde, was bedeutete, dass sie selbstverwaltet durch einen Marcher Lord war, der diesen Teil der Welsh Marches kontrollierte, und nicht der englischen Rechtsordnung unterlag. Insbesondere war bekannt, dass der Herr von Clun Castle das Recht hatte, Kriminelle in eigener Regie hinzurichten und nicht als Repräsentant des Königs; Kriminelle wurden bis von Shrewsbury zur Exekution zu ihm gebracht.
Isabella de Say heiratete William FitzAlan, den Lord of Oswestry. FitzAlan war ein weiterer, mächtiger regionaler Adliger, der von Adelheid von Löwen, der zweiten Frau von König Heinrich I., zum High Sheriff of Shropshire ernannt wurde. Nach dem Tod Heinrichs I. in der Anarchie, in der England zwischen den rivalisierenden Herrschern König Stephan und Kaiserin Matilda aufgeteilt war, schlug sich FitzAlan auf die Seite der Kaiserin und verteidigte 1138 Shrewsbury Castle vier Wochen lang gegen den König. FitzAlan floh vor dem Fall der Stadt und verbrachte die folgenden 15 Jahre im Exil, bevor König Heinrich II. 1153 an die Macht kam.
Isabella heiratete nach FitzAlans Tod noch zweimal, erst Geoffrey de Vere und dann William Botorel, die beide durch die Heirat zu Herren auf Clun Castle wurden, bei ihrem Tod 1199 fiel die Burg an ihren Sohn aus erster Ehe, den zweiten William FitzAlan. So schuf Isabella die kombinierte Herrschaft über die beiden benachbarten Burgen Oswestry Castle und Clun Castle und damit den Beginn einer nachmals mächtigen Adelsfamilie. William FitzAlan II. ließ den großen, nicht mittig auf dem Mound sitzenden, normannischen Donjon errichten, der heute das Burggelände dominiert und kombinierte damit eine Verteidigungsfestung mit dem Beginn eines luxuriöseren Lebensstils. William FitzAlan II. diente unter König Richard Löwenherz während des Baus von Château Gaillard in der Normandie und es scheint, dass die besonderen Rundtürme, die FitzAlan zur Verteidigung des neuen Donjons auf Clun Castle bauen ließ, ihre Vorbilder in denen von Château Gaillard hatten. Das Resultat fand Nachahmer in Shropshire, wenn auch in geringerer Größe: den befestigten Wohnturm der Upper Millichope Lodge und auf Wattlesborough Castle, während etliche Generationen später dieser Trend zu Stokesay Castle führte.

### 13. Jahrhundert

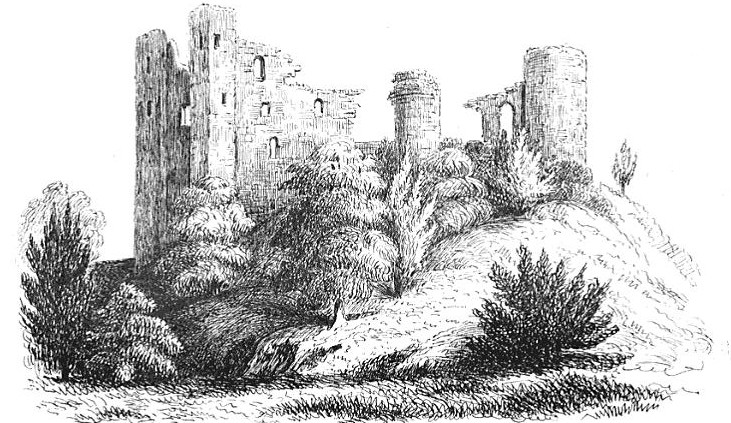
Eine Abbildung von Clun Castle in Ruinen aus der mittelern viktorianischen Ära

Im 13. Jahrhundert war Shropshire das bevorzugte Ziel der Versuche des walisischen Prinzen Llywelyn ab Iorwerth, die Macht für den walisischen Adel zurückzugewinnen, verstärkt durch die schwierigen Beziehungen, die König Johann Ohneland mit den örtlichen Baronen pflegte. Viele Jahre lang erzählte man sich die irrige Geschichte, dass Clun Castle 1196 von den Walisern unter Prinz Rhys ap Gruffydd, einem Prinz des walisischen Königreiches Deheubarth, belagert worden sei. Dieser Geschichte liegt aber eine Verwechslung zwischen Colwyn Castle in Radnorshire, das 1196 angegriffen wurde, und den walisischen Namen von Clun Castle, Colunwy Castle, zugrunde.
William FitzAlan II. starb 1210 und hinterließ die Burg seinem ältesten Sohn, einem weiteren William FitzAlan. König Johann Ohneland aber erhob eine riesige Gebühr von 10.000 Mark, damit William die Ländereien seines Vaters erben durfte. Er konnte nicht bezahlen, daher vergab die Krone Clun Castle an Thomas de Eardington. William FitzAlan III. starb kurz danach an Ostern 1215 und sein Bruder John FitzAlan, ein guter Freund von Llywelyn ap Iorwerth, stellte sich sofort gegen den König und entzog Clun Castle und Oswestry Castle der königlichen Kontrolle. 1216 gab König Johann Ohneland die militärische Antwort darauf; seine Truppen griffen die Stadt Oswestry an und brannten sie nieder, dann belagerten sie Clun Castle und nahmen es in einem Handstreich ein. John FitzAlan einigte sich dann mit Johann Ohnelands Nachfolger, König Heinrich III. 1217, nachdem er eine Strafe in Höhe von 10.000 Mark bezahlt hatte.
In den Jahren 1233–1234, während des Konfliktes zwischen König Heinrich III., dem Earl Marshal und Llywelyn ap Iorwerth kamen erneut Zweifel an der Loyalität von John FitzAlan auf und Clun Castle wurde 1233 mit einer Garnison aus königlichen Truppen belegt, um sich seiner fortgesetzten Verlässlichkeit als Schlüsselfestung zu versichern. Die Burg widerstand in diesem Jahr erfolgreich dem Angriff von Llywelyn ap Iorwerth, auch wenn das Dorf Clun selbst zerstört wurde.
1244 erbte John FitzAlan die Burg von seinem Vater; John wurde auch de de jure Earl of Arundel. Die Situation an der walisischen Grenze war immer noch ungeklärt und die daraus resultierenden Gefahren nahmen in den folgenden Jahren deutlich zu, da der walisische Prinz Llywelyn up Gruffudd verschiedene Angriffe auf englisches Territorium vortrug. John FitzAlans Sohn, ein weiterer John FitzAlan, erbte die Burg und heiratete Isabella, ein Mitglied der benachbarten, sehr mächtigen Familie Mortimer. 1272 starb dieser John FitzAlan und hinterließ einen minderjährigen Sohn, Richard FitzAlan. Solange er noch nicht volljährig war, kontrollierte Roger Mortimer von Wigmore Castle die Burg Clun Castle. Eine Gruppe von Kommissaren, die mit der Prüfung der Burg als Teil einer Untersuchung beauftragt waren, notierten, dass die Burg “klein, aber massiv gebaut” war, aber einige Reparaturarbeiten nötig hatte; insbesondere die Brücke und das Dach eines der Türme benötigten dringend Restaurierungsarbeiten.

### 14. bis 17. Jahrhundert

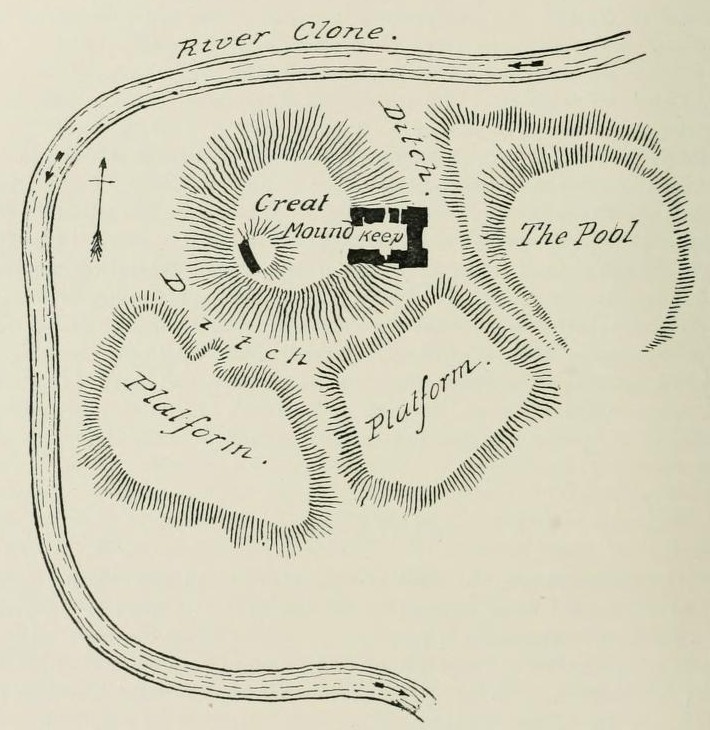
Ein Grundriss von Clun Castle aus der viktorianischen Ära

Der Einfall der Truppen von König Eduard I. in Nordwales in den 1280er-Jahren reduzierte deutlich die Gefahr walisischer Überfälle und den Langzeitbedarf an starken militärischen Festungen wie Clun Castle. Zwischenzeitlich hatte die Familie FitzAlan 1243 Arundel Castle durch Heirat erworben. Ihre neue Burg erwies sich als sehr viel angenehmerer Ort für die Earls of Arundel und wurde zu deren erstem Wohnsitz. Im 14. Jahrhundert wurde Clun Castle durch die Familie FitzAlan zum Jagdschloss, komplett mit Lustgärten, umgestaltet. Die Familie behielt ihre Pferdezucht auf Clun Castle, zusammen mit ihren Sammlungen von Chirk Castle und Holt Castle.
König Richard II. unternahm einen Versuch, die Macht der Familie Arundel in der Gegend zu brechen, und nahm Clun Castle der Familie FitzAlan weg, nachdem er Richard FitzAlan 1397 hatte hinrichten lassen. Er vergab Clun Castle neu an Edward of Norwich, 2. Duke of York mit der Absicht, es dem Earldom of Chester zuzuschlagen. Mit dem Fall Richards II. und der Rückkehr von Thomas FitzAlan als Günstling des Königs wurde Clun Castle wieder der Familie zurückgegeben. Während der Rebellion von Owain Glyndŵr in den Jahren 1400–1415 kam wieder Interesse an Clun Castle auf; Thomas FitzAlan spielte eine Schlüsselrolle in der Unterdrückung der Revolte; die Burg wurde wiederbefestigt und gegen die walisischen Rebellen eingesetzt, die von Owain Glyndŵr angeführt wurden.
Im 16. Jahrhundert beobachtete der Geschichtswissenschaftler John Leland den zunehmenden Verfall von Clun Castle. Philip Howard, 20. Earl of Arundel, starb 1535 unter dem Bill of Attainder und König Jakob I. vergab Clun Castle an Henry Howard, 1. Earl of Northampton. Die Burg wurde im englischen Bürgerkrieg 1642–1646 aufgegeben und war nicht in die Kämpfe des Bürgerkrieges verwickelt. 1646 wurde sie aber auf Befehl des Parlaments geschleift, um ihre Nutzung als Festung für alle Zeiten zu verhindern. Die Burg ging in den folgenden Jahren durch verschiedene Hände, auch durch die des Robert Clive, 1. Baron Clive. Der Schriftsteller des 19. Jahrhunderts Walter Scott nutzte Clun Castle als Modell für seine Burg Guarde Doleureuse in seiner mittelalterlichen Novelle Der Verlobte von 1825.

## Heute
1894 erwarb Henry Fitzalan-Howard, 15. Duke of Norfolk, ein Abkömmling der ursprünglichen Eignerfamilie FitzAlan, das Anwesen. Der Herzog ließ ein Programm zur Erhaltung der Burg durchführen und ihren Zustand bewahren. English Heritage hat sie als historisches Gebäude I. Grades gelistet und sie gilt als Scheduled Monument. Das von English Heritage verwaltete Anwesen ist öffentlich zugänglich.